# Liste der Kulturdenkmale in Kemberg
In der Liste der Kulturdenkmale in Kemberg sind Kulturdenkmale der Stadt Kemberg im Landkreis Wittenberg und ihrer Ortsteile aufgelistet. Grundlage ist das Denkmalverzeichnis des Landes Sachsen-Anhalt, das auf Basis des Denkmalschutzgesetzes vom 21. Oktober 1991 erstellt und seither laufend ergänzt wurde (Stand: 31. Dezember 2023).

## Kulturdenkmale nach Ortsteilen

### Kemberg
| Lage | Bezeichnung                       | Beschreibung | Erfassungs- nummer | Ausweisungsart                              | Bild                          |
| --- | --------------------------------- | --- | ------------------ | ------------------------------------------- | ----------------------------- |
| Anhalter Straße 1–7, 21–28, Burgstraße 7–37, Kreuzstraße 1–21, Leipziger Straße 45–50, Markt 1–12, Mauerstraße 1–7, Schulstraße 1–16, Wittenberger Straße 23–47 (Karte) | Altstadt                          | ehemalige Ackerbürgerstadt aus dem 12. Jh., von flämischen Kolonisten gegründete Siedlung                                                            |                    |                                             | Altstadt                      |
| Anhalter Straße 18 (Karte) | Wohnhaus Anhalter Straße 18       | Wohnhaus Backsteinbau mit Putzfassade in Formen des Spätklassizismus, 1878                                                                           | 094 35580          | Baudenkmal                                  | Wohnhaus Anhalter Straße 18   |
| Bergwitzer Straße 1, 1a (Karte) | Mühle                             | Mühle Wassermühle aus dem Jahr 1718 | 094 35609          | Baudenkmal                                  | Mühle                         |
| Bergwitzer Straße 1, 1a (Karte) | Mühle                             | Mühle | 094 35609 001      | Teilobjekt eines Baudenkmals                | BW                            |
| (Karte) | Wirtschaftsgebäude                | Wirtschaftsgebäude | 094 35609 002      | Teilobjekt eines Baudenkmals                | BW                            |
| (Karte) | Backhaus                          | Backhaus | 094 35609 003      | Teilobjekt eines Baudenkmals                | BW                            |
| Burgstraße 5 (Karte) | Lazarett                          | Lazarett Massivbau in spätklassizistischen Formen, 1868                                                                                              |                    |                                             | Lazarett                      |
| Burgstraße 7–37 (Karte) | Altstadt                          | siehe 1. Tabelleneintrag |                    |                                             | Altstadt                      |
| Burgstraße 34 (Karte) | Ackerbürgerhaus Burgstraße 34     | Ackerbürgerhaus spätklassizistischer Bau mit Stuckfassade, 1873                                                                                      | 094 35593          | Baudenkmal                                  | Ackerbürgerhaus Burgstraße 34 |
| Burgstraße (Karte) | Friedhof Kemberg                  | Friedhof Friedhofsanlage auf ehemaligem Burgwall, 1560                                                                                               | 094 35591          | Baudenkmal                                  | BW                            |
| Burgstraße, Friedhof (Karte) | Kapelle                           | Kapelle | 094 35591 001      | Teilobjekt eines Baudenkmals                | BW                            |
| Burgstraße, Friedhof | Grabstein                         | Grabstein | 094 35591 003      | Teilobjekt eines Baudenkmals                |                               |
| Burgstraße, Friedhof | Kriegerdenkmal                    | Kriegerdenkmal | 094 35591 004      | Teilobjekt eines Baudenkmals - Kleindenkmal |                               |
| Burgstraße, Friedhof (Karte) | Mausoleum                         | Mausoleum | 094 35591 005      | Teilobjekt eines Baudenkmals                | BW                            |
| Burgstraße, Friedhof (Karte) | Einfriedung                       | Einfriedung | 094 35591 006      | Teilobjekt eines Baudenkmals                | BW                            |
| Burgstraße, Friedhof | Grabmal                           | Grabmal | 094 35591 007      | Teilobjekt eines Baudenkmals                |                               |
| Dübener Straße 16 (Karte) | Wohnhaus                          | Wohnhaus Zweifamilienhaus, 1938 |                    |                                             | BW                            |
| Dübener Straße 32 (Karte) | Villa                             | Villa Massivbau mit Zierfachwerk, 1910 | 094 35573          | Baudenkmal                                  | BW                            |
| (Karte) | Garten                            | Garten | 094 35573 001      | Teilobjekt eines Baudenkmals                | BW                            |
| (Karte) | Einfriedung                       | Einfriedung | 094 35573 002      | Teilobjekt eines Baudenkmals                | BW                            |
| Kreuzstraße 1–21 (Karte) | Altstadt                          | siehe 1. Tabelleneintrag |                    |                                             | BW                            |
| Kreuzstraße 8 (Karte) | Propstei                          | verputzter Fachwerkbau, um 1800 |                    |                                             | Propstei                      |
| Kreuzstraße 20 (Karte) | Ackerbürgerhaus                   | verputzter Fachwerkbau, 18. Jh. |                    |                                             | BW                            |
| Kreuzstraße 21 (Karte) | Wohnhaus                          | verputzter Fachwerkbau, 18. Jh. |                    |                                             | Wohnhaus                      |
| Leipziger Neumarkt 8 (Karte) | Taubenhaus                        | Klinkerbau, um 1930 |                    |                                             | BW                            |
| Leipziger Neumarkt 10 (Karte) | Bauernhaus                        | verputzter Fachwerkbau, 1. Hälfte des 19. Jh. |                    |                                             | BW                            |
| Leipziger Straße 1 (Karte) | Bauernhof                         | Bauernhof Hofanlage mit Putzfassade in Jugendstilformen, um 1905                                                                                     | 094 35572          | Baudenkmal                                  | BW                            |
| Leipziger Straße 1 (Karte) | Bauernhaus                        | Bauernhaus | 094 35572 001      | Teilobjekt eines Baudenkmals                | BW                            |
| Koordinaten fehlen! Hilf mit. | Altenteil                         | Altenteil | 094 35572 002      | Teilobjekt eines Baudenkmals                |                               |
| Koordinaten fehlen! Hilf mit. | Toranlage                         | Toranlage | 094 35572 003      | Teilobjekt eines Baudenkmals                |                               |
| Koordinaten fehlen! Hilf mit. | Stall                             | Stall | 094 35572 004      | Teilobjekt eines Baudenkmals                |                               |
| Koordinaten fehlen! Hilf mit. | Scheune                           | Scheune | 094 35572 005      | Teilobjekt eines Baudenkmals                |                               |
| Leipziger Straße, gegenüber Nr. 1 (Karte) | Distanzstein                      | Wegepunkt aus Sandstein, Entfernungsangaben nach Oppin, Eutzsch, Köplitz, Torgau, Düben, Sackwitz, Schmiedeberg                                      |                    |                                             | Distanzstein                  |
| Leipziger Straße 26–70 (Karte) | Vorstadt                          | Siedlungsanlage des Mittelalters |                    |                                             | Vorstadt                      |
| Leipziger Straße 29 (Karte) | Ackerbürgerhaus                   | spätbarock verputzter Fachwerkbau, 1. Hälfte des 19. Jh.                                                                                             |                    |                                             | BW                            |
| Leipziger Straße 33 (Karte) | Ackerbürgerhaus                   | Wohnhaus mit klassizistischer Fassadengestaltung, 1869                                                                                               |                    |                                             | BW                            |
| Leipziger Straße 42 (Karte) | Altstadt                          | Wandbild, am 13. Dezember 2016 als Denkmal ausgewiesen                                                                                               |                    |                                             | BW                            |
| Leipziger Straße 45–50 (Karte) | Altstadt                          | siehe 1. Tabelleneintrag |                    |                                             | Altstadt                      |
| Leipziger Straße 47 (Karte) | Bürgerhaus                        | Bürgerhaus Wohnhaus im Stil des Barock, 1741 | 094 35603          | Baudenkmal                                  | BW                            |
| Koordinaten fehlen! Hilf mit. | Toranlage                         | Toranlage | 094 35603 001      | Teilobjekt eines Baudenkmals                |                               |
| Koordinaten fehlen! Hilf mit. | Wirtschaftsgebäude                | Wirtschaftsgebäude | 094 35603 002      | Teilobjekt eines Baudenkmals                |                               |
| Leipziger Straße 49 (Karte) | Wohn- und Geschäftshaus           | Wohn- und Geschäftshaus Massivbau mit Klinkerfassade, 1903                                                                                           |                    |                                             | Wohn- und Geschäftshaus       |
| Leipziger Straße 77 (Karte) | Wohn- und Geschäftshaus           | Massivbau in Formen des Spätklassizismus, 1897 |                    |                                             | BW                            |
| Markt 1–12 (Karte) | Altstadt                          | siehe 1. Tabelleneintrag |                    |                                             | Altstadt                      |
| Markt 1 (Karte) | Rathaus                           | verputzter Backsteinbau mit Blendengliederung, im Kern spätgotisch, heutiges Erscheinungsbild aus der Zeit der Renaissance, Glocke aus dem Jahr 1496 |                    |                                             | Rathaus                       |
| Markt 8 (Karte) | Bürgerhaus                        | Bürgerhaus Bau in Formen des Spätbarock, 1773 | 094 35595          | Baudenkmal                                  | Bürgerhaus                    |
| Koordinaten fehlen! Hilf mit. | Wohnhaus                          | Wohnhaus | 094 35595 001      | Teilobjekt eines Baudenkmals                |                               |
| Koordinaten fehlen! Hilf mit. | Wirtschaftsgebäude                | Wirtschaftsgebäude | 094 35595 002      | Teilobjekt eines Baudenkmals                |                               |
| Koordinaten fehlen! Hilf mit. | Brunnen                           | Brunnen | 094 35595 003      | Teilobjekt eines Baudenkmals                |                               |
| Markt (Karte) | Distanzstein                      | Distanzstein Meilenstein bzw. Postmeilensäule, 1725                                                                                                  | 094 35588          |                                             | Distanzstein                  |
| Mauerstraße 1–7, 15 (Karte) | Altstadt                          | siehe 1. Tabelleneintrag |                    |                                             | BW                            |
| Mauerstraße (Karte) | Stadtmauer                        | spätmittelalterliche Stadtmauer, um 1350 |                    |                                             | Stadtmauer                    |
| Mühlstraße 8 (Karte) | Mühle                             | Mühle ehemalige städtische Mühle | 094 35563          | Baudenkmal                                  | BW                            |
| Koordinaten fehlen! Hilf mit. | Wohnhaus                          | Wohnhaus | 094 35563 001      | Teilobjekt eines Baudenkmals                |                               |
| Mühlstraße 8 | Mühle                             | Mühle | 094 35563 002      | Teilobjekt eines Baudenkmals                |                               |
| Mühlstraße 8 | Mühle                             | Mühle | 094 35563 003      | Teilobjekt eines Baudenkmals                |                               |
| Koordinaten fehlen! Hilf mit. | Wirtschaftsgebäude                | Wirtschaftsgebäude | 094 35563 004      | Teilobjekt eines Baudenkmals                |                               |
| Koordinaten fehlen! Hilf mit. | Mühlgraben                        | Mühlgraben | 094 35563 005      | Teilobjekt eines Baudenkmals                |                               |
| Reudener Straße 9 (Karte) | Bauernhof                         | Bauernhof Hofanlage aus den 1930er-Jahren |                    |                                             | BW                            |
| Schulstraße 1–6 (Karte) | Altstadt                          | siehe 1. Tabelleneintrag |                    |                                             | BW                            |
| Schulstraße 1 (Karte) | Apotheke                          | spätklassizistisch verputzter Backsteinbau mit Stuckelementen, 1. Hälfte des 19. Jh.                                                                 |                    |                                             | Apotheke                      |
| Schulstraße 2 (Karte) | Bürgerhaus                        | Renaissancebau, 1568 |                    |                                             | Bürgerhaus                    |
| Schützenplatz 1 (Karte) | Gasthaus „Schützenhaus“           | Gasthof historisches Gasthaus mit Saalanbau, 1789 | 094 35567          | Baudenkmal                                  | Gasthaus „Schützenhaus“       |
| Koordinaten fehlen! Hilf mit. | Gasthaus                          | Gasthaus | 094 35567 001      | Teilobjekt eines Baudenkmals                |                               |
| Koordinaten fehlen! Hilf mit. | Saalbau                           | Saalbau | 094 35567 002      | Teilobjekt eines Baudenkmals                |                               |
| Weinbergstraße 1 (Karte) | Wohnhaus                          | Wohnhaus Backsteinbau, 1909 |                    |                                             | BW                            |
| Wittenberger Neumarkt 3 (Karte) | Bauernhaus                        | Klinkerbau, 1932 |                    |                                             | BW                            |
| Wittenberger Straße 12–22, 48–58 (Karte) | Vorstadt                          | Stadterweiterung aus dem 18. / frühen 19. Jh. |                    |                                             | BW                            |
| Wittenberger Straße 33 (Karte) | Bürgerhaus                        | im Kern erhaltener Renaissancebau, Ende des 16. Jh.                                                                                                  |                    |                                             | BW                            |
| Wittenberger Straße 34 (Karte) | Bürgerhaus                        | altes Brauhaus aus der Zeit des Barock, 1718, im Kern aus dem 16. Jh.                                                                                |                    |                                             | BW                            |
| Wittenberger Straße 45 (Karte) | Gasthof „Zur Goldenen Weintraube“ | Fachwerkbau, Anfang des 18. Jh. |                    |                                             | BW                            |
| Wittenberger Straße 73 (Karte) | Handwerkerhaus                    | ursprünglicher Zustand aus der 1. Hälfte des 19. Jh.                                                                                                 |                    |                                             | BW                            |
| Wittenberger Straße (Karte) | Kirche Unser Lieben Frauen        | Kirche spätgotische Hallenkirche, um 1400–1446 | 094 35590          | Baudenkmal                                  | Weitere Bilder                |
| Wittenberger Straße, Kirchhof | Kriegerdenkmal Kemberg            | Kriegerdenkmal | 094 35590 001      | Teilobjekt eines Baudenkmals - Kleindenkmal |                               |
| Koordinaten fehlen! Hilf mit. | Landwehr                          | Landwehr, hochmittelalterliche Wehranlage |                    |                                             |                               |

### Ateritz
| Lage                                          | Bezeichnung                 | Beschreibung                                                                   | Erfassungs- nummer | Ausweisungsart               | Bild           |
| --------------------------------------------- | --------------------------- | ------------------------------------------------------------------------------ | ------------------ | ---------------------------- | -------------- |
| Ateritzer Lindenstraße 23, 23a, 23b (Karte)   | Mühle                       | Mühle seit 1320 Standort einer Mühle                                           | 094 35418          | Baudenkmal                   | Mühle          |
| Ateritzer Lindenstraße 23, 23a, 23b           | Wohnhaus                    | Wohnhaus                                                                       | 094 35418 001      | Teilobjekt eines Baudenkmals |                |
| Ateritzer Lindenstraße 23, 23a, 23b           | Mühlgraben                  | Mühlgraben                                                                     | 094 35418 001 001  | Teilobjekt eines Baudenkmals |                |
| Ateritzer Lindenstraße 23, 23a, 23b           | Sägewerk                    | Sägewerk                                                                       | 094 35418 002      | Teilobjekt eines Baudenkmals |                |
| Ateritzer Lindenstraße 23, 23a, 23b           | Sägegatter                  | Sägegatter                                                                     | 094 35418 002 001  | Teilobjekt eines Baudenkmals |                |
| Ateritzer Lindenstraße 23, 23a, 23b           | Speicher                    | Speicher                                                                       | 094 35418 002 002  | Teilobjekt eines Baudenkmals |                |
| Köplitz Nr. 3 (Karte)                         | Jagdhaus Köplitz            | barocker Fachwerkbau, 1731                                                     |                    |                              | BW             |
| Ankerweg, Kreuzung mit Bundesstraße 2 (Karte) | Grab                        | Grab aus dem Dreißigjährigen Krieg, (3. September 1637) sogenanntes Berta Grab | 094 35410          |                              | Weitere Bilder |
| Ankerweg (Nähe Bundesstraße 2) (Karte)        | Grab                        | Grab aus dem Dreißigjährigen Krieg, sogenanntes Reiter Grab                    | 094 35411          |                              | Weitere Bilder |
| Mark Schmelz 1 (Karte)                        | Schmelzer Mühle             | Mühle historischer Mühlenstandort, Anfang des 18. Jahrhunderts                 | 094 35414          | Baudenkmal                   | BW             |
| Mark Schmelz 1                                | Wohnhaus                    | Wohnhaus                                                                       | 094 35414 001      | Teilobjekt eines Baudenkmals |                |
| Mark Schmelz 1                                | Altenteil                   | Altenteil                                                                      | 094 35414 002      | Teilobjekt eines Baudenkmals |                |
| Mark Schmelz 1                                | Wirtschaftsgebäude          | Wirtschaftsgebäude                                                             | 094 35414 003      | Teilobjekt eines Baudenkmals |                |
| Mark Schmelz 1                                | Mühle                       | Mühle                                                                          | 094 35414 004      | Teilobjekt eines Baudenkmals |                |
| Mark Schmelz 1                                | Mühlgraben                  | Mühlgraben                                                                     | 094 35414 005      | Teilobjekt eines Baudenkmals |                |
| Mark Schmelz 3, 3a (Karte)                    | Bauernhof                   | Bauernhof Bauernhaus von 1826 mit Renaissanceportal aus dem 16. Jahrhundert    | 094 35413          | Baudenkmal                   | BW             |
| Mark Schmelz 3, 3a                            | Wirtschaftsgebäude          | Wirtschaftsgebäude                                                             | 094 35413 001      | Teilobjekt eines Baudenkmals |                |
| Mark Schmelz 4 (Karte)                        | Gasthaus „Zum Wachtmeister“ | Fachwerkbau aus der Zeit des Barock, 1715                                      |                    |                              | BW             |

### Bergwitz
| Lage                                            | Bezeichnung | Beschreibung                                         | Erfassungs- nummer | Ausweisungsart | Bild           |
| ----------------------------------------------- | ----------- | ---------------------------------------------------- | ------------------ | -------------- | -------------- |
| Bahnhofstraße (Karte)                           | Bahnhof     | Bahnhofsgebäude, um 1859                             |                    | Baudenkmal     | Weitere Bilder |
| Bahnhofstraße 49 (Karte)                        | Villa       | zweigeschossiger Flachbau um 1930                    |                    | Baudenkmal     | Villa          |
| Bahnhofstraße 79 (Karte)                        | Fabrik      | ehemalige Brikettfabrik, Backsteinbauten aus 1908/11 |                    | Baudenkmal     | Weitere Bilder |
| Bahnhofstraße 89 (Karte)                        | Villa       | Villa im Schweizerhausstil, um 1900                  |                    | Baudenkmal     | Villa          |
| Lindenstraße (Karte)                            | Mühle       | Bockwindmühle 1848                                   |                    | Baudenkmal     | Mühle          |
| Lindenstraße 15 (Karte)                         | Pfarrhaus   | barocker Fachwerkbau aus der 2. Hälfte des 18. Jh.   |                    | Baudenkmal     | Pfarrhaus      |
| Lindenstraße 15a (Karte)                        | Kirche      | frühgotischer Feldsteinbau aus dem 13. Jh.           |                    | Baudenkmal     | Weitere Bilder |
| Wittenberger Str außerhalb der Ortslage (Karte) | Brücke      | historische gewölbte Sandsteinbrücke, um 1840        |                    | Baudenkmal     | Brücke         |

### Bietegast
| Lage                  | Bezeichnung    | Beschreibung                                             | Erfassungs- nummer | Ausweisungsart | Bild       |
| --------------------- | -------------- | -------------------------------------------------------- | ------------------ | -------------- | ---------- |
| Dorfstraße 12 (Karte) | Bauernhaus     | Backsteinbau in ursprünglichem Erscheinungsbild, um 1890 |                    |                | Bauernhaus |
| Dorfstraße 15         | Tagelöhnerhaus | verputzter Lehmbau, Mitte des 19. Jh.                    |                    |                |            |
| Dorfstraße 22 (Karte) | Bauernhof      | Vierseithofanlage, Backsteinbauwerk, um 1900             |                    |                | Bauernhof  |

### Bleddin
| Lage                              | Bezeichnung        | Beschreibung                                                                             | Erfassungs- nummer | Ausweisungsart                              | Bild            |
| --------------------------------- | ------------------ | ---------------------------------------------------------------------------------------- | ------------------ | ------------------------------------------- | --------------- |
| Elbstraße 1 (Karte)               | Mühle              | Holländerwindmühle, 1885                                                                 | 094 35785          | Baudenkmal                                  | Mühle           |
| Elbstraße 5, Kirchweg 1 (Karte)   | Dorfkern           | historischer Mittelpunkt der Dorfanlage mit Kirchhof, Pfarrhof und ehemaliger Dorfschule | 094 35783          | Denkmalbereich                              | BW              |
| Elbstraße 5 (Karte)               | Pfarrhof           | Pfarrhof Pfarrhaus in spätklassizistischen Formen, Ende des 19. Jh.                      | 094 35782          | Baudenkmal                                  | Pfarrhof        |
| Koordinaten fehlen! Hilf mit.     | Pfarrhaus          | Pfarrhaus                                                                                | 094 35782 001      | Teilobjekt eines Baudenkmals                |                 |
| Koordinaten fehlen! Hilf mit.     | Scheune            | Scheune                                                                                  | 094 35782 002      | Teilobjekt eines Baudenkmals                |                 |
| Koordinaten fehlen! Hilf mit.     | Schuppen           | Schuppen                                                                                 | 094 35782 003      | Teilobjekt eines Baudenkmals                |                 |
| Elbstraße 10 (Karte)              | Taubenhaus         | Fachwerkbau, Anfang des 20. Jh.                                                          | 094 35781          | Baudenkmal                                  | Taubenhaus      |
| Elbstraße 26 (Karte)              | Bauernhaus         | Bauernhaus Wohnhaus mit Fassade aus der Gründerzeit, um 1890                             | 094 35750          | Baudenkmal                                  | Bauernhaus      |
| Elbstraße 32 (Karte)              | Bauernhaus         | Bauernhaus Backsteinbau mit Fassadengestaltung des Spätklassizismus                      | 094 35778          | Baudenkmal                                  | Bauernhaus      |
| Koordinaten fehlen! Hilf mit.     | Einfriedung        | Einfriedung                                                                              | 094 35778 001      | Teilobjekt eines Baudenkmals                |                 |
| Elbstraße (Karte)                 | Deichwärterhaus    | Backsteinbau, um 1850                                                                    | 09435777           | Baudenkmal                                  | Deichwärterhaus |
| Elbstraße                         | Distanzstein       | historischer Wegepunkt, um 1875                                                          |                    |                                             | Distanzstein    |
| Feldstraße 2                      | Bauernhof          | Bauernhof                                                                                | 094 35779          | Baudenkmal                                  |                 |
| Koordinaten fehlen! Hilf mit.     | Bauernhaus         | Bauernhaus                                                                               | 094 35779 001      | Teilobjekt eines Baudenkmals                |                 |
| Koordinaten fehlen! Hilf mit.     | Wirtschaftsgebäude | Wirtschaftsgebäude                                                                       | 094 35779 002      | Teilobjekt eines Baudenkmals                |                 |
| Koordinaten fehlen! Hilf mit.     | Einfriedung        | Einfriedung                                                                              | 094 35779 003      | Teilobjekt eines Baudenkmals                |                 |
| Koordinaten fehlen! Hilf mit.     | Garten             | Garten                                                                                   | 094 35779 004      | Teilobjekt eines Baudenkmals                |                 |
| Kirchweg (Karte)                  | Kirche             | Kirche Kirchhof mit barocker Kirche und Mausoleum, historische Grabanlagen               | 094 35780          | Baudenkmal                                  | Weitere Bilder  |
| Kirchweg                          | Mausoleum          | Mausoleum                                                                                | 094 35780 001      | Teilobjekt eines Baudenkmals                |                 |
| Kirchweg                          | Friedhof           | Friedhof                                                                                 | 094 35780 002      | Teilobjekt eines Baudenkmals                |                 |
| Kirchweg                          | Grabstein          | Grabstein                                                                                | 094 35780 003      | Teilobjekt eines Baudenkmals - Kleindenkmal |                 |
| Kirchweg                          | Grabstein          | Grabstein                                                                                | 094 35780 004      | Teilobjekt eines Baudenkmals - Kleindenkmal |                 |
| Kirchweg                          | Grabstein          | Grabstein                                                                                | 094 35780 005      | Teilobjekt eines Baudenkmals - Kleindenkmal |                 |
| Kirchweg                          | Grabstein          | Grabstein                                                                                | 094 35780 006      | Teilobjekt eines Baudenkmals - Kleindenkmal |                 |
| Kirchweg                          | Grabstein          | Grabstein                                                                                | 094 35780 007      | Teilobjekt eines Baudenkmals - Kleindenkmal |                 |
| Kirchweg                          | Grabstein          | Grabstein                                                                                | 094 35780 008      | Teilobjekt eines Baudenkmals - Kleindenkmal |                 |
| Kirchweg                          | Grabstein          | Grabstein                                                                                | 094 35780 009      | Teilobjekt eines Baudenkmals - Kleindenkmal |                 |
| Kirchweg, gegenüber Nr. 1 (Karte) | Gedenkstein        | Gedenkstein für einen polnischen Zwangsarbeiter, nach 1945                               | 094 35784          | Kleindenkmal                                | BW              |
| (Karte)                           | Deich              | Zeugnis der Eindeichung der Elbe mit landschaftsbildprägender Wirkung                    |                    |                                             | BW              |

### Dabrun
| Lage                                 | Bezeichnung             | Beschreibung                                                                                                  | Erfassungs- nummer | Ausweisungsart               | Bild                    |
| ------------------------------------ | ----------------------- | --- | ------------------ | ---------------------------- | ----------------------- |
| (Karte)                              | Deich                   | Zeugnis der Eindeichung der Elbe mit landschaftsbildprägender Wirkung                                         |                    |                              | BW                      |
| Dabruner Weinberg (Karte)            | Deichwärterhaus         | Backsteinbau, um 1850                                                                                         |                    |                              | Deichwärterhaus         |
| Dabruner Weinberg, am Elbriß (Karte) | Gasthaus „Zum Weinberg“ | Gasthaus Gaststätte aus der Zeit um 1900                                                                      | 094 36165          | Baudenkmal                   | Gasthaus „Zum Weinberg“ |
| Dabruner Weinberg, am Elbriß         | Saalbau                 | Saalbau | 094 36165 001      | Teilobjekt eines Baudenkmals |                         |
| Dorfstraße 7 (Karte)                 | Bauernhof               | Bauernhof spätbarocker Fachwerkbau, um 1800                                                                   | 094 36153          | Baudenkmal                   | BW                      |
| Koordinaten fehlen! Hilf mit.        | Bauernhaus              | Bauernhaus | 094 36153 001      | Teilobjekt eines Baudenkmals |                         |
| Koordinaten fehlen! Hilf mit.        | Wirtschaftsgebäude      | Wirtschaftsgebäude                                                                                            | 094 36153 002      | Teilobjekt eines Baudenkmals |                         |
| Koordinaten fehlen! Hilf mit.        | Taubenturm              | Taubenturm | 094 36153 003      | Teilobjekt eines Baudenkmals |                         |
| Dorfstraße 14 (Karte)                | Rittergut               | Rittergut Wohnhaus in Teilen aus der Zeit der Renaissance, Ende des 16. Jh.                                   | 094 36154          | Baudenkmal                   | Rittergut               |
| Dorfstraße 14                        | Gutshaus                | Gutshaus | 094 36154 001      | Teilobjekt eines Baudenkmals |                         |
| Koordinaten fehlen! Hilf mit.        | Wirtschaftsgebäude      | Wirtschaftsgebäude                                                                                            | 094 36154 002      | Teilobjekt eines Baudenkmals |                         |
| Dorfstraße 18 (Karte)                | Bauernhaus              | Backsteinbau mit Klinkerfassade, um 1900                                                                      |                    |                              | Bauernhaus              |
| Dorfstraße 19 (Karte)                | Bauernhof               | Bauernhof Vierseithof mit Taubenhaus                                                                          | 094 36156          | Baudenkmal                   | BW                      |
| Koordinaten fehlen! Hilf mit.        | Altenteil               | Altenteil | 094 36156 001      | Teilobjekt eines Baudenkmals |                         |
| Koordinaten fehlen! Hilf mit.        | Wirtschaftsgebäude      | Wirtschaftsgebäude                                                                                            | 094 36156 002      | Teilobjekt eines Baudenkmals |                         |
| Dorfstraße 59 (Karte)                | Bauernhof               | Hofanlage in Formen aus der Gründerzeit, 1863                                                                 |                    |                              | Bauernhof               |
| Dorfstraße (Karte)                   | Kirche                  | Backsteinbau als Ersatzbau für einen abgebrannten Vorgängerbau, Rundbogenstil mit Elementen der Romanik, 1897 |                    |                              | Weitere Bilder          |
| Rötzscher Straße 2 (Karte)           | Pfarrhaus               | Pfarrhaus Fachwerkbau, Anfang des 19. Jahrhunderts                                                            | 094 36159          | Baudenkmal                   | Pfarrhaus               |
| Koordinaten fehlen! Hilf mit.        | Garten                  | Garten | 094 36159 001      | Teilobjekt eines Baudenkmals |                         |
| Koordinaten fehlen! Hilf mit.        | Einfriedung             | Einfriedung                                                                                                   | 094 36159 002      | Teilobjekt eines Baudenkmals |                         |
| Deich                                | Deichwärterhaus         | Backsteinbau, um 1850                                                                                         |                    |                              |                         |

### Dorna
| Lage                          | Bezeichnung               | Beschreibung                                   | Erfassungs- nummer | Ausweisungsart               | Bild           |
| ----------------------------- | ------------------------- | ---------------------------------------------- | ------------------ | ---------------------------- | -------------- |
| Dornauer Dorfstraße 5 (Karte) | Gasthof „Zum Mittelpunkt“ | Backsteinbau, um 1900                          | 094 35837          | Baudenkmal                   | BW             |
| Dornauer Dorfstraße 5         | Saalbau                   | Saalbau                                        | 094 35837 001      | Teilobjekt eines Baudenkmals |                |
| Dorfstraße 11 (Karte)         | Altenteil                 | Auszugshaus in Backsteinbauweise, 1872         |                    |                              | BW             |
| Dorfstraße 12 (Karte)         | Altenteil                 | Auszugshaus in Backsteinbauweise, um 1870      |                    |                              | BW             |
| Dorfstraße 13 (Karte)         | Scheune                   | Backsteinbau, um 1910                          |                    |                              | BW             |
| Dorfstraße 18 (Karte)         | Bauernhaus                | verputzter Fachwerkbau, Anfang des 19. Jh.     |                    |                              | BW             |
| Dorfstraße (Karte)            | Kirche                    | Feldsteinbau aus der Zeit der Romanik, um 1200 |                    |                              | Weitere Bilder |

### Eutzsch
| Lage                           | Bezeichnung             | Beschreibung                                          | Erfassungs- nummer | Ausweisungsart               | Bild            |
| ------------------------------ | ----------------------- | ----------------------------------------------------- | ------------------ | ---------------------------- | --------------- |
| Bundesstraße 2 (Karte)         | Bahnhof Eutzsch         | Bahnhof späthistoristischer Backsteinbau, 1890        | 094 36150          | Baudenkmal                   | Bahnhof Eutzsch |
| Dorfstraße 3 (Karte)           | Bauernhaus              | historischer Backsteinbau, um 1900                    | 094 36139          |                              | Bauernhaus      |
| Dorfstraße 10 (Karte)          | Taubenhaus              | zweigeschossiger Backsteinbau mit Pyramidendach, 1931 | 094 36140          |                              | Taubenhaus      |
| Dorfstraße 12 (Karte)          | Taubenhaus              | turmartiger Backsteinbau, um 1890–1900                | 094 36141          |                              | Taubenhaus      |
| Dorfstraße 32 (Karte)          | Ausspanne               | spätbarocker Bau einer Ausspanne, um 1800             | 094 36142          |                              | Ausspanne       |
| Dorfstraße (Karte)             | Dorfkirche Eutzsch      | Kirche barocker Saalbau, 1688                         | 094 36143          | Baudenkmal                   | Weitere Bilder  |
| Koordinaten fehlen! Hilf mit.  | Hochwassermarke         | Hochwassermarke                                       | 094 36143 001      | Teilobjekt eines Baudenkmals |                 |
| Straße des Friedens 5 (Karte)  | Schmiede                | ehemalige Dorfschmiede                                | 094 36144          |                              | BW              |
| Straße des Friedens 6 (Karte)  | Pfarrhaus               | verputzter Backsteinbau, um 1890                      | 094 36145          |                              | Pfarrhaus       |
| Straße des Friedens 7 (Karte)  | Schule                  | ehemalige Dorfschule, 1832                            | 094 36146          |                              | Schule          |
| Straße des Friedens 23 (Karte) | Wohnhaus                | Backsteinbau mit Formen des Spätklassizismus, um 1890 | 094 36148          |                              | BW              |
| Straße des Friedens 30 (Karte) | Wohn- und Geschäftshaus | Backsteinbau, um 1910                                 | 094 36149          |                              | BW              |
| Straße des Friedens 40 (Karte) | Chausseehaus            | Chausseehaus nach einem Entwurf von Schinkel, 1834    | 094 36147          |                              | Chausseehaus    |
| (Karte)                        | Alte Landwehr           | hochmittelalterliche Wehranlage                       | 094 36229          |                              | Alte Landwehr   |

### Gaditz
| Lage                              | Bezeichnung | Beschreibung                                                          | Erfassungs- nummer | Ausweisungsart | Bild |
| --------------------------------- | ----------- | --------------------------------------------------------------------- | ------------------ | -------------- | ---- |
| Rosa-Luxemburg-Straße 1 (Karte)   | Gedenkstein | Gedenkstein für einen ermordeten polnischen Zwangsarbeiter, nach 1945 |                    |                | BW   |
| Rosa-Luxemburg-Straße 21 (Karte)  | Wohnhaus    | Häuslerwohnhaus, 1. Hälfte des 19. Jh. (in den 1990ern abgerissen)    |                    |                | BW   |
| Rosa-Luxemburg-Straße 23 (Karte)  | Wohnhaus    | Wohn-Stallhaus, um 1890                                               |                    |                | BW   |
| Rosa-Luxemburg-Straße 28 (Karte)  | Bauernhof   | Dreiseithof, um 1890                                                  |                    |                | BW   |
| Rosa-Luxemburg-Straße 29 (Karte)  | Stall       | Backsteinbau mit Zierformen, um 1900                                  |                    |                | BW   |
| Rosa-Luxemburg-Straße 48a (Karte) | Wohnhaus    | Klinkerbau, um 1935                                                   |                    |                | BW   |
| Rosa-Luxemburg-Straße 61 (Karte)  | Mühle       | Backsteinbau im Heimatstil,                                           |                    |                | BW   |

### Globig
| Lage                                                                                             | Bezeichnung        | Beschreibung | Erfassungs- nummer | Ausweisungsart                              | Bild           |
| ------------------------------------------------------------------------------------------------ | ------------------ | --- | ------------------ | ------------------------------------------- | -------------- |
| Am Bahnhof (Karte)                                                                               | Bahnhof            | Backsteinbau aus der Zeit um 1890                                                                                    | 094 35831          |                                             | BW             |
| Bleddiner Straße 2–12, Straße der Jugend 1–5, 7, 8, 11, Wartenburger Straße 48–54, 61–64 (Karte) | Dorfkern           | Dorfkern mit Anger, Kirche, Pfarrhaus, Schule, Schmiede, Spritzenhaus, Löschwasserteich, Schwemme und Kriegerdenkmal | 094 35786          |                                             | BW             |
| Bleddiner Straße 4 (Karte)                                                                       | Bauernhof          | geschlossene Hofanlage als Backsteinbau, um 1875                                                                     | 094 35788          |                                             | BW             |
| Bleddiner Straße 5, 6 (Karte)                                                                    | Bauernhof          | Bauernhof Bauernhaus in Form des Neoklassizismus und Art déco, um 1925                                               | 094 35789          | Baudenkmal                                  | BW             |
| Bleddiner Straße 6                                                                               | Bauernhaus         | Bauernhaus | 094 35789 001      | Teilobjekt eines Baudenkmals                |                |
| Bleddiner Straße 5                                                                               | Altenteil          | Altenteil | 094 35789 002      | Teilobjekt eines Baudenkmals                |                |
| Bleddiner Straße 5, 6                                                                            | Wirtschaftsgebäude | Wirtschaftsgebäude                                                                                                   | 094 35789 003      | Teilobjekt eines Baudenkmals                |                |
| Straße der Jugend 8 (Karte)                                                                      | Bauernhaus         | Bauernhaus Backsteinbau mit Klinkerfassade des Spätklassizismus, um 1890                                             | 094 35790          | Baudenkmal                                  | Bauernhaus     |
| Straße der Jugend 8                                                                              | Einfriedung        | Einfriedung | 094 35790 001      | Teilobjekt eines Baudenkmals                |                |
| Straße der Jugend 11 (Karte)                                                                     | Pfarrhof           | Pfarrhof Pfarrhaus mit Wirtschaftsgebäude, Backsteinbau, um 1880                                                     | 094 35791          | Baudenkmal                                  | BW             |
| Koordinaten fehlen! Hilf mit.                                                                    | Pfarrhaus          | Pfarrhaus | 094 35791 001      | Teilobjekt eines Baudenkmals                |                |
| Koordinaten fehlen! Hilf mit.                                                                    | Wirtschaftsgebäude | Wirtschaftsgebäude                                                                                                   | 094 35791 002      | Teilobjekt eines Baudenkmals                |                |
| Koordinaten fehlen! Hilf mit.                                                                    | Garten             | Garten | 094 35791 003      | Teilobjekt eines Baudenkmals                |                |
| Wartenburger Straße 30 (Karte)                                                                   | Bauernhaus         | verputzter, spätbarock wirkender Bau ruinöser Zustand (Stand 2021)                                                   | 094 35792          |                                             | BW             |
| Wartenburger Straße (Karte)                                                                      | Kirche             | Kirche Feldsteinkirche, um 1300 im Kern, 1726 erneuert                                                               | 094 35787          | Baudenkmal                                  | Weitere Bilder |
| Wartenburger Straße, Kirche, Nordseite der Apsis                                                 | Grabplatte         | Grabplatte | 094 35787 001      | Teilobjekt eines Baudenkmals - Kleindenkmal |                |
| Koordinaten fehlen! Hilf mit.                                                                    | Grabstein          | Grabstein | 094 35787 002      | Teilobjekt eines Baudenkmals                |                |

### Gommlo
| Lage                       | Bezeichnung           | Beschreibung                                                        | Erfassungs- nummer | Ausweisungsart               | Bild           |
| -------------------------- | --------------------- | ------------------------------------------------------------------- | ------------------ | ---------------------------- | -------------- |
| Gommloer Straße 3 (Karte)  | Bauernhaus            | Wohnhaus mit original erhaltenen Details des Spätklassizismus, 1903 |                    |                              | BW             |
| Gommloer Straße 12 (Karte) | Taubenhaus            | Backsteintaubenhaus, 1911                                           |                    |                              | BW             |
| Gommloer Straße 12 (Karte) | Bauernhaus            | Fachwerkbau aus dem 18. Jh.                                         |                    |                              | BW             |
| Gommloer Straße (Karte)    | Kirche                | Kirche Feldsteinkirche, um 1200                                     | 094 35409          | Baudenkmal                   | Weitere Bilder |
| Gommloer Straße, Kirche    | Kriegerdenkmal Gommlo | Kriegerdenkmal                                                      | 094 35409 001      | Teilobjekt eines Baudenkmals |                |

### Gniest
| Lage               | Bezeichnung | Beschreibung                           | Erfassungs- nummer | Ausweisungsart | Bild |
| ------------------ | ----------- | -------------------------------------- | ------------------ | -------------- | ---- |
| Mark Nauendorf 70a | Landhaus    | Landhaus 2021 als Denkmal ausgewiesen. | 094 36704          |                |      |

### Klitzschena
| Lage                  | Bezeichnung | Beschreibung                                                  | Erfassungs- nummer | Ausweisungsart | Bild           |
| --------------------- | ----------- | ------------------------------------------------------------- | ------------------ | -------------- | -------------- |
| Dorfstraße (Karte)    | Kirche      | Feldsteinkirche                                               | 094 50485          | Baudenkmal     | Weitere Bilder |
| Dorfstraße 24 (Karte) | Schule      | Backsteinbau auf Feldsteinsockel mit Wirtschaftsgebäude, 1860 | 094 50486          | Baudenkmal     | Schule         |

### Lammsdorf
| Lage                      | Bezeichnung              | Beschreibung                                                               | Erfassungs- nummer | Ausweisungsart                              | Bild               |
| ------------------------- | ------------------------ | -------------------------------------------------------------------------- | ------------------ | ------------------------------------------- | ------------------ |
| B2 / B182 (Karte)         | Wegweiser                |                                                                            |                    | Kleindenkmal                                | Wegweiser          |
| Dorfstraße 4 (Karte)      | Bauernhof                | Vierseithof in Backsteinbauweise, 1900–1910                                |                    | Baudenkmale                                 | Bauernhof          |
| Dorfstraße 19 (Karte)     | Wirtschaftsgebäude       | Klinkerbau in späthistoristischen Formen mit Schmuckgiebel, um 1913        |                    | Baudenkmal                                  | Wirtschaftsgebäude |
| Dorfstraße 30 (Karte)     | Altenteil                | Auszugshaus in Backsteinbauweise, um 1890                                  |                    | Baudenkmal                                  | Altenteil          |
| Dorfstraße 31 (Karte)     | Taubenhaus               | zweigeschossiger Backsteinbau, um 1880                                     |                    | Baudenkmal                                  | Taubenhaus         |
| Dorfstraße 39/39a (Karte) | Bauernhof                | Bauernhof verputzter Fachwerkbau, Taubenhaus in Backsteinbauweise, um 1890 | 094 36136          | Baudenkmal                                  | Weitere Bilder     |
| Dorfstraße 39/39a         | Taubenhaus               | Taubenhaus                                                                 | 094 36136 001      | Teilobjekt eines Baudenkmals                |                    |
| Dorfstraße 39/39a         | Bauernhaus               | Bauernhaus                                                                 | 094 36136 002      | Teilobjekt eines Baudenkmals                |                    |
| Dorfstraße 39/39a         | Wirtschaftsgebäude       | Wirtschaftsgebäude                                                         | 094 36136 003      | Teilobjekt eines Baudenkmals                |                    |
| Dorfstraße 48 (Karte)     | Scheune                  | Klinkerbau, um 1910                                                        |                    | Baudenkmal                                  | Scheune            |
| Dorfstraße (Karte)        | Kirche                   | Kirche Dorfkirche aus der Zeit um 1300, Ende des 15. Jahrhunderts erneuert | 094 36130          | Baudenkmal                                  | Weitere Bilder     |
| auf dem Friedhof          | Grabmal                  | Grabmal                                                                    | 094 36130 001      | Teilobjekt eines Baudenkmals                |                    |
| auf dem Friedhof          | Kriegerdenkmal Lammsdorf | Kriegerdenkmal                                                             | 094 36130 002      | Teilobjekt eines Baudenkmals - Kleindenkmal |                    |

### Lubast
| Lage                    | Bezeichnung         | Beschreibung                                                                    | Erfassungs- nummer | Ausweisungsart                                           | Bild           |
| ----------------------- | ------------------- | ------------------------------------------------------------------------------- | ------------------ | -------------------------------------------------------- | -------------- |
| Lubaster Straße (Karte) | Distanzstein Lubast | Distanzstein Wegepunkt, 1875                                                    | 094 97949          | Kleindenkmal                                             | Weitere Bilder |
| Neumühle 2 (Karte)      | Mühle Lubast        | Mühle historische Sägemühle                                                     | 094 36238          | Baudenkmal                                               | BW             |
| Neumühle 2              | Dampfmaschine       | Dampfmaschine                                                                   | 094 36238 001      | Teilobjekt eines Baudenkmals - bewegliches Kulturdenkmal |                |
| Töpferstraße 4 (Karte)  | Töpferei Lubast     | Töpferei Töpferwerkstatt mit zum Teil erhaltener historischer Ausstattung, 1874 | 094 35419          | Baudenkmal                                               | Weitere Bilder |
| Töpferstraße 4          | Werkstattgebäude    | Werkstattgebäude                                                                | 094 35419 001      | Teilobjekt eines Baudenkmals                             |                |
| Töpferstraße 4          | Brennofen           | Brennofen                                                                       | 094 35419 001 001  | Teilobjekt eines Baudenkmals                             |                |
| Töpferstraße 4          | Tonschneider        | Tonschneider                                                                    | 094 35419 001 002  | Teilobjekt eines Baudenkmals - Bewegliches Denkmal       |                |
| Töpferstraße 4          | Ofenplatte          | Ofenplatte                                                                      | 094 35419 001 003  | Teilobjekt eines Baudenkmals                             |                |
| Töpferstraße 4 (Karte)  | Schornstein         | Schornstein                                                                     | 094 35419 002      | Teilobjekt eines Baudenkmals                             | Schornstein    |

### Melzwig
| Lage                       | Bezeichnung        | Beschreibung                                        | Erfassungs- nummer | Ausweisungsart               | Bild |
| -------------------------- | ------------------ | --------------------------------------------------- | ------------------ | ---------------------------- | ---- |
| Globiger Straße 10 (Karte) | Bauernhaus         | Backsteinbau, um 1900                               | 094 36160          |                              | BW   |
| Globiger Straße 19 (Karte) | Bauernhof          | Vierseithof in Formen des Spätklassizismus, um 1900 | 094 36161          |                              | BW   |
| Im Winkel 1 (Karte)        | Bauernhof          | Bauernhof Hofanlage, 1904                           | 094 36162          | Baudenkmal                   | BW   |
| Im Winkel 1                | Bauernhaus         | Bauernhaus                                          | 094 36162 001      | Teilobjekt eines Baudenkmals |      |
| Im Winkel 1                | Taubenhaus         | Taubenhaus                                          | 094 36162 002      | Teilobjekt eines Baudenkmals |      |
| Im Winkel 1                | Wirtschaftsgebäude | Wirtschaftsgebäude                                  | 094 36162 003      | Teilobjekt eines Baudenkmals |      |
| Im Winkel 1                | Einfriedung        | Einfriedung                                         | 094 36162 004      | Teilobjekt eines Baudenkmals |      |

### Naderkau
| Lage                                                             | Bezeichnung       | Beschreibung                                                                                              | Erfassungs- nummer | Ausweisungsart | Bild           |
| ---------------------------------------------------------------- | ----------------- | --- | ------------------ | -------------- | -------------- |
| Straße von Schleesen nach Naderkau, Abzweig Gedenkstätte (Karte) | Nivellementspunkt | Zeugnis des Vermessungswesens aus der Zeit um 1880                                                        | 094 5049           |                | Weitere Bilder |
| Wald unweit der Straße von Schleesen nach Naderkau (Karte)       | Gedenkstätte      | Gedenkstein zur Erinnerung an die Ermordung von 14 sowjetischen Zwangsarbeitern durch die SS, 8. Mai 1961 |                    |                | Weitere Bilder |

### Pannigkau
| Lage                           | Bezeichnung | Beschreibung                                                                 | Erfassungs- nummer | Ausweisungsart | Bild       |
| ------------------------------ | ----------- | ---------------------------------------------------------------------------- | ------------------ | -------------- | ---------- |
| Bundesstraße 100 (Karte)       | Brücke      | Gewölbebrücke aus Sandstein, um 1840                                         |                    | Baudenkmal     | Brücke     |
| Dorfstraße 6–10, 13–18 (Karte) | Dorfkern    | ursprüngliches Erscheinungsbild eines Straßendorfes aus der Zeit des 12. Jh. |                    |                | Dorfkern   |
| Dorfstraße 10 (Karte)          | Taubenhaus  | turmartiger Backsteinbau, um 1885                                            |                    | Baudenkmal     | Taubenhaus |

### Rackith
| Lage                                                      | Bezeichnung                      | Beschreibung                                                                                             | Erfassungs- nummer | Ausweisungsart               | Bild            |
| --------------------------------------------------------- | -------------------------------- | --- | ------------------ | ---------------------------- | --------------- |
| Große Gasse 17 (ehemals Dorfstraße 57) (Karte)            | Bauernhof                        | Bauernhof Dreiseithof aus dem 19. Jh.                                                                    | 094 36118          | Baudenkmal                   | BW              |
| Große Gasse 17 (ehemals Dorfstraße 57)                    | Bauernhaus                       | Bauernhaus                                                                                               | 094 36118 001      | Teilobjekt eines Baudenkmals |                 |
| Große Gasse 17 (ehemals Dorfstraße 57)                    | Wirtschaftsgebäude               | Wirtschaftsgebäude                                                                                       | 094 36118 002      | Teilobjekt eines Baudenkmals |                 |
| Rackither Dorfstraße 1–8, 34, 44–51, 89 (Karte)           | Ortskern                         | Ortskern mittelalterlicher Kern eines Straßendorfes mit Gutshaus, Pfarrhaus, Schule, Kirche und Kirchhof | 094 36109          | Denkmalbereich               | BW              |
| Rackither Dorfstraße 1, 2 (Karte)                         | Gutshaus                         | Herrenhaus des ehemaligen Rittergutes                                                                    | 094 36111          | Baudenkmal                   | Gutshaus        |
| Dorfstraße 3 (Karte)                                      | Taubenhaus                       | Fachwerkbau, um 1900                                                                                     |                    |                              | Taubenhaus      |
| Rackither Dorfstraße 6 (vormals Dorfstraße 79) (Karte)    | Bahnhof Rackith                  | Bahnhof Bahnhofsgebäude, 1894                                                                            | 094 36123          | Baudenkmal                   | Bahnhof Rackith |
| Rackkither Dorfstraße 6 (vormals Dorfstraße 79)           | Empfangs- und Verwaltungsgebäude | Empfangs- und Verwaltungsgebäude                                                                         | 094 36123 001      | Teilobjekt eines Baudenkmals |                 |
| Rackither Dorfstraße 6 (vormals Dorfstraße 79)            | Güterabfertigung                 | Güterabfertigung                                                                                         | 094 36123 002      | Teilobjekt eines Baudenkmals |                 |
| Rackither Dorfstraße 6 (vormals Dorfstraße 79)            | Toilettenhaus                    | Toilettenhaus                                                                                            | 094 36123 003      | Teilobjekt eines Baudenkmals |                 |
| Rackither Dorfstr. 57 (Anm.: früher Dorfstraße 6) (Karte) | Bauernhaus                       | barocker Fachwerkbau mit Krüppelwalmdach, um 1700.                                                       |                    |                              | Bauernhaus      |
| Rackither Dorfstr. 56 (Anm.: früher Dorfstraße 7) (Karte) | Pfarrhaus                        | Fachwerkbau aus der Zeit um 1700                                                                         |                    |                              | Pfarrhaus       |
| Rackither Dorfstr. 54 (Anm.: früher Dorfstraße 8) (Karte) | Schule                           | Fachwerkbau aus dem 19. Jh.                                                                              |                    |                              | Schule          |
| Dorfstraße 33 (Karte)                                     | Bauernhaus                       | neoklassizistisch verputzter Fachwerkbau aus der Zeit um 1700, im Kern original erhalten                 |                    |                              | BW              |
| Dorfstraße 34 (Karte)                                     | Taubenhaus                       | Backsteinbau, um 1910                                                                                    |                    |                              | BW              |
| Dorfstraße 60 (Karte)                                     | Bauernhaus                       | Backsteinbau aus der Mitte des 19. Jh.                                                                   |                    |                              | BW              |
| Dorfstraße 69 (Karte)                                     | Wohnhaus                         | Backsteinbau in Formen der Gründerzeit, Ende des 19. Jh.                                                 |                    |                              | BW              |
| Dorfstraße 74 (Karte)                                     | Bauernhaus                       | verputzter Fachwerkbau, Anfang des 18. Jh.                                                               |                    |                              | BW              |
| Dorfstraße 78 (Karte)                                     | Taubenhaus                       | Backsteinbau, um 1910                                                                                    |                    |                              | BW              |
| Rackith 17 (Anm.: früher Dorfstraße 84) (Karte)           | Gartenhaus                       | Fachwerkbau am Rand des Gutspark, um 1770.                                                               |                    |                              | Gartenhaus      |
| Rackither Dorfstraße 87 (Karte)                           | Gutshaus                         | Gutshaus Herrenhaus des ehemaligen Freigutes                                                             | 094 36125          | Baudenkmal                   | BW              |
| Rackither Dorfstraße 87                                   | Park                             | Park | 094 36125 001      | Teilobjekt eines Baudenkmals |                 |
| Dorfstraße 88 (Karte)                                     | Wirtschaftsgebäude               | Teile des ehemaligen Rittergutes, Stallgebäude und Taubenhaus                                            |                    |                              | BW              |
| Rackither Dorfstraße (Karte)                              | Kirche                           | Kirche Saalkirche aus dem Mittelalter, um 1300                                                           | 094 36110          | Baudenkmal                   | Weitere Bilder  |
| Rackither Dorfstraße, Kirchhof                            | Glockenturm                      | Glockenturm                                                                                              | 094 36110 001      | Teilobjekt eines Baudenkmals | Glockenturm     |

### Radis
| Lage                             | Bezeichnung  | Beschreibung                                                                             | Erfassungs- nummer | Ausweisungsart | Bild           |
| -------------------------------- | ------------ | ---------------------------------------------------------------------------------------- | ------------------ | -------------- | -------------- |
| Bahnhofstraße 6 (Karte)          | Wohnhaus     | Fachwerkbau, um 1700                                                                     |                    |                | Wohnhaus       |
| Bahnhofstraße 16–20, 20a (Karte) | Rittergut    | Anlage bestehend aus Gutshaus, Wohn- und Wirtschaftsgebäude und Park                     |                    |                | Weitere Bilder |
| Bahnhofstraße (Karte)            | Bahnhof      | Backsteinbau im Schweizerhausstil, 1859                                                  |                    |                | Weitere Bilder |
| Bahnhofstraße (Karte)            | Kirche       | romanischer Saalbau, Ende des 17. Jh. umgebaut                                           |                    |                | Weitere Bilder |
| Friedhofsweg (Karte)             | Gruft        | Gruft, Grabstätte der Familie von Bodenhausen                                            |                    |                | Weitere Bilder |
| Kullerberg (Karte)               | Wohnhaus     | Klinkerbau, um 1905                                                                      |                    |                | BW             |
| Schleesener Straße 7, 8 (Karte)  | Häusergruppe | eingeschossige Gebäude in Klinkerbauweise mit Zwerchhaus, um 1875                        |                    |                | BW             |
| Straße des Friedens 23 (Karte)   | Chausseehaus | vermutlich nach einem Entwurf von Karl Friedrich Schinkel erbautes Chausseehaus, 1830/40 |                    |                | BW             |

### Reuden
| Lage                  | Bezeichnung | Beschreibung                             | Erfassungs- nummer | Ausweisungsart | Bild |
| --------------------- | ----------- | ---------------------------------------- | ------------------ | -------------- | ---- |
| Dorfstraße 18 (Karte) | Taubenhaus  | Taubenhaus in Backsteinbauweise, um 1900 |                    | Baudenkmal     | BW   |

### Rotta
| Lage                   | Bezeichnung | Beschreibung                                                                                         | Erfassungs- nummer | Ausweisungsart | Bild           |
| ---------------------- | ----------- | --- | ------------------ | -------------- | -------------- |
| Hauptstraße 40 (Karte) | Bauernhof   | Dreiseithaus mit Taubenturm, Anfang des 19. Jh.                                                      |                    | Baudenkmal     | BW             |
| Hauptstraße (Karte)    | Kirche      | verputzter Feldsteinbau, ursprünglich um 1300 erbaut, heutiges Erscheinungsbild aus der Zeit um 1700 |                    | Baudenkmal     | Weitere Bilder |

### Schleesen
| Lage                 | Bezeichnung            | Beschreibung                                                    | Erfassungs- nummer | Ausweisungsart | Bild           |
| -------------------- | ---------------------- | --------------------------------------------------------------- | ------------------ | -------------- | -------------- |
| Dorfstraße 3 (Karte) | Bauernhaus             | verputzter Fachwerkbau mit historischen Fenstern, um 1700       |                    | Baudenkmal     | BW             |
| Dorfstraße (Karte)   | Kirche                 | Feldsteinbau mit Saal und Rechteckchor, 2. Hälfte des 13, Jh.   |                    | Baudenkmal     | Weitere Bilder |
| Dorfstraße           | Transformatorenstation | Zeugnis der Elektrifizierung des Dorfes, Backsteinturm, um 1930 |                    |                |                |

### Selbitz
| Lage                          | Bezeichnung     | Beschreibung                                      | Erfassungs- nummer | Ausweisungsart | Bild           |
| ----------------------------- | --------------- | ------------------------------------------------- | ------------------ | -------------- | -------------- |
| Dorfstraße 8 (Karte)          | Wohnhaus        | verputzter Fachwerkbau, Anfang des 19. Jh.        |                    | Baudenkmal     | BW             |
| Dorfstraße (Karte)            | Kirche          | Saalbau mit barocken Formen des Heimatstils, 1925 |                    | Baudenkmal     | Weitere Bilder |
| Dorfstraße vor Nr. 57 (Karte) | Wegweiser       | Sandsteinpfeiler mit Wegangabe, um 1850           |                    |                | BW             |
| Elbdeich                      | Deichwärterhaus | Backsteinbau, um 1850                             |                    |                |                |

### Uthausen
| Nr. | Lage                                                               | Offizielle Bezeichnung | Beschreibung                                                                                      | Bild |
| --- | ------------------------------------------------------------------ | ---------------------- | ------------------------------------------------------------------------------------------------- | ---- |
| 186 | Radiser Straße Standort                                            | Keller                 | historischer Bergkeller, um 1880                                                                  |      |
| 187 | Reudener Weg Standort                                              | Wegweiser              | Sandsteinpfeiler, um 1875                                                                         |      |
| 188 | Straße des Friedens 6 Standort                                     | Schule                 | ehemalige Dorfschule, Backsteinbau, 1899                                                          |      |
| 189 | Straße des Friedens, neben der Schule Standort                     | Glockenturm            | Glockenturm zur Aufnahme der Schulglocke, 1890                                                    |      |
| 190 | Straße des Friedens 17 Standort                                    | Gasthof                | Gasthof mit Tanzsaal, um 1900                                                                     |      |
| 191 | Straße des Friedens, außerhalb der Ortslage Richtung Mark Naundorf | Transformatorenstation | Backsteinbau in Formen des Heimatstil, Zeugnis der Elektrifizierung des ländlichen Raums, um 1930 |      |

### Wartenburg
| Lage                  | Bezeichnung               | Beschreibung                                                                                          | Erfassungs- nummer | Ausweisungsart                              | Bild            |
| --------------------- | ------------------------- | --- | ------------------ | ------------------------------------------- | --------------- |
| Elbe                  |                           | Deich                                                                                                 | 094 36037          |                                             |                 |
| Am Sand 6 (Karte)     | Wohnhaus                  | Backsteinbau, Ende des 19. Jh.                                                                        | 094 35847          |                                             | Wohnhaus        |
| Am Sand 30 (Karte)    | Backofen                  | Backofen Gewölbeofen mit drei Zügen, Anf. des 20. Jh. von Fa. Gustav Schmidt & Söhne errichtet        | 094 36848          |                                             | BW              |
| Lange Maaßen (Karte)  | Deichwärterhaus           | | 094 36850          |                                             | Deichwärterhaus |
| Sportlerweg 7 (Karte) | Gutshaus                  | auf einem Burgward aus dem 10./11. Jahrhundert errichtetes Rittergut                                  | 094 36846          | Baudenkmal                                  | Gutshaus        |
| Sportlerweg 7         | Park                      | Park                                                                                                  | 094 36846 001      | Teilobjekt eines Baudenkmals                |                 |
| Zur Elbe              | Gartenhaus                | Gartenhaus                                                                                            | 094 36846 002      | Teilobjekt eines Baudenkmals                |                 |
| Yorckring (Karte)     | Denkmal                   | Denkmal für General Yorck von Wartenburg, 1913                                                        | 094 35824          |                                             | Denkmal         |
| Yorckring 36 (Karte)  | Bauernhof                 | Hofanlage in Backsteinbauweise, 1912                                                                  | 094 35825          | Baudenkmal                                  | Bauernhof       |
| Yorckring 36          | Bauernhaus                | Bauernhaus                                                                                            | 094 35825 001      | Teilobjekt eines Baudenkmals                |                 |
| Yorckring 36          | Wirtschaftsgebäude        | Wirtschaftsgebäude                                                                                    | 094 35825 002      | Teilobjekt eines Baudenkmals                |                 |
| Yorckring 36          | Wirtschaftsgebäude        | Wirtschaftsgebäude                                                                                    | 094 35825 003      | Teilobjekt eines Baudenkmals                |                 |
| Zur Elbe 5 (Karte)    | Bauernhof                 | Bauernhof 1870 erneuerter Fachwerkbau                                                                 | 094 35838          | Baudenkmal                                  | Bauernhof       |
| Zur Elbe 5            | Bauernhaus                | Bauernhaus                                                                                            | 094 35838 001      | Teilobjekt eines Baudenkmals                |                 |
| Zur Elbe 5            | Taubenhaus                | Taubenhaus                                                                                            | 094 35838 002      | Teilobjekt eines Baudenkmals                |                 |
| Zur Elbe 7 (Karte)    | Bauernhof                 | Bauernhof barocker Fachwerkbau, Anfang des 18. Jh.                                                    | 094 35840          |                                             | Bauernhof       |
| Zur Elbe 8 (Karte)    | Wohnhaus                  | Massivbau in Formen der Heimatschutzbewegung, um 1920                                                 | 094 35842          |                                             | Wohnhaus        |
| Zur Elbe 9 (Karte)    | Bauernhof                 | Bauernhof Hofanlage mit Fachwerkbau und 1910 neu errichtetem Bauernhaus in späthistoristischen Formen | 094 35841          | Baudenkmal                                  | Bauernhof       |
| Zur Elbe 9            | Bauernhaus                | Bauernhaus                                                                                            | 094 35841 001      | Teilobjekt eines Baudenkmals                |                 |
| Zur Elbe 9            | Bauernhaus                | Bauernhaus                                                                                            | 094 35841 002      | Teilobjekt eines Baudenkmals                |                 |
| Zur Elbe 9            | Taubenhaus                | Taubenhaus                                                                                            | 094 35841 003      | Teilobjekt eines Baudenkmals                |                 |
| Zur Elbe 9            | Wirtschaftsgebäude        | Wirtschaftsgebäude                                                                                    | 094 35841 004      | Teilobjekt eines Baudenkmals                |                 |
| Zur Elbe 11 (Karte)   | Altenteil                 | Auszugshaus in Backsteinbauweise, um 1880                                                             | 094 35843          |                                             | Altenteil       |
| Zur Elbe 25 (Karte)   | Pfarrhaus                 | Pfarrhaus Backsteinbau, um 1870/80                                                                    | 094 35845          |                                             | Pfarrhaus       |
| Zur Elbe (Karte)      | Kirche                    | Kirche Backsteinbau in neugotischen Formen, um 1865, Westturm des Vorgängerbaus auf 1727 datiert      | 094 35844          | Baudenkmal                                  | Weitere Bilder  |
| Zur Elbe              | Einfriedung               | Einfriedung                                                                                           | 094 35844 001      | Teilobjekt eines Baudenkmals                |                 |
| Friedhof              | Kriegerdenkmal Wartenburg | Kriegerdenkmal                                                                                        | 094 35844 002      | Teilobjekt eines Baudenkmals - Kleindenkmal |                 |
| Zur Elbe              | Schuppen                  | Schuppen                                                                                              | 094 35844 003      | Teilobjekt eines Baudenkmals                |                 |

## Ehemalige Kulturdenkmale nach Ortsteilen
Die nachfolgenden Objekte waren ursprünglich ebenfalls denkmalgeschützt oder wurden in der Literatur als Kulturdenkmale geführt. Die Denkmale bestehen heute jedoch nicht mehr, ihre Unterschutzstellung wurde aufgehoben oder sie werden nicht mehr als Denkmale betrachtet. Mitunter sind Einzelobjekte aber noch immer Bestandteil eines geschützten Denkmalbereichs.

### Bergwitz
| Lage                    | Bezeichnung | Beschreibung                                                                   | Erfassungs- nummer | Ausweisungsart | Bild       |
| ----------------------- | ----------- | ------------------------------------------------------------------------------ | ------------------ | -------------- | ---------- |
| Lindenstraße 31 (Karte) | Bauernhaus  | barocker Fachwerkbau aus der 2. Hälfte des 18. Jh. 2020 weitgehend abgerissen. |                    | Baudenkmal     | Bauernhaus |

### Bietegast
| Lage          | Bezeichnung    | Beschreibung | Erfassungs- nummer | Ausweisungsart | Bild |
| ------------- | -------------- | ------------ | ------------------ | -------------- | ---- |
| Dorfstraße 15 | Tagelöhnerhaus |              | 094 36128          | Baudenkmal     |      |

### Dorna
| Lage          | Bezeichnung | Beschreibung | Erfassungs- nummer | Ausweisungsart | Bild |
| ------------- | ----------- | ------------ | ------------------ | -------------- | ---- |
| Dorfstraße 11 | Altenteil   |              | 094 35836          | Baudenkmal     |      |

### Gaditz
| Lage                     | Bezeichnung | Beschreibung | Erfassungs- nummer | Ausweisungsart | Bild |
| ------------------------ | ----------- | ------------ | ------------------ | -------------- | ---- |
| Rosa-Luxemburg-Straße 1  | Rittergut   |              | 094 35538          | Baudenkmal     |      |
| Rosa-Luxemburg-Straße 28 | Bauernhof   |              | 094 35543          | Baudenkmal     |      |
| Rosa-Luxemburg-Straße 49 | Mühle       |              | 094 35539          | Baudenkmal     |      |

### Kemberg
| Lage                       | Bezeichnung                   | Beschreibung                                                                   | Erfassungs- nummer | Ausweisungsart | Bild           |
| -------------------------- | ----------------------------- | ------------------------------------------------------------------------------ | ------------------ | -------------- | -------------- |
| Anhalter Straße 13 (Karte) | Bauernhaus                    | Bauernhaus Ackerbürgerhaus, Fachwerkbau aus der 1. Hälfte des 19. Jahrhunderts | 094 35578          | Baudenkmal     | BW             |
| Anhalter Straße 14         | Bauernhaus                    | Bauernhaus                                                                     | 094 35579          | Baudenkmal     |                |
| Burgstraße 11 (Karte)      | Ackerbürgerhaus Burgstraße 11 | Ackerbürgerhaus verputzter Fachwerkbau aus dem 18. Jahrhundert                 | 094 35594          | Baudenkmal     | Weitere Bilder |
| Leipziger Neumarkt 8       | Taubenhaus                    | Taubenhaus                                                                     | 094 35582          | Baudenkmal     |                |
| Leipziger Straße 82        | Bahnhof                       | Bahnhof                                                                        | 094 36687          | Baudenkmal     |                |
| Reudener Straße 9          | Bauernhof                     |                                                                                | 094 35562          | Baudenkmal     |                |
| Wittenberger Straße 73     | Tagelöhnerhaus                |                                                                                | 094 35574          | Baudenkmal     |                |

### Lammsdorf
| Lage          | Bezeichnung | Beschreibung | Erfassungs- nummer | Ausweisungsart | Bild |
| ------------- | ----------- | ------------ | ------------------ | -------------- | ---- |
| Dorfstraße 11 | Bauernhaus  |              | 094 36132          | Baudenkmal     |      |

### Melzwig
| Lage                               | Bezeichnung        | Beschreibung | Erfassungs- nummer | Ausweisungsart               | Bild |
| ---------------------------------- | ------------------ | --- | ------------------ | ---------------------------- | ---- |
| südöstlicher Dorfausgang, am Deich | Deichwächterhaus   | Deichwächterhaus | 094 36163          | Baudenkmal                   |      |
| Melzwiger Straße 27                | Bauernhof          | Bauernhof Zumindest seit 2020 nicht mehr als Teilobjekt geführt. Das eigentliche Baudenkmal ist weiterhin denkmalgeschützt.          | 094 36161 001      | Teilobjekt eines Baudenkmals |      |
| Melzwiger Straße 27                | Altenteil          | Altenteil Zumindest seit 2020 nicht mehr als Teilobjekt geführt. Das eigentliche Baudenkmal ist weiterhin denkmalgeschützt.          | 094 36161 002      | Teilobjekt eines Baudenkmals |      |
| Melzwiger Straße 27                | Wirtschaftsgebäude | Wirtschaftsgebäude Zumindest seit 2020 nicht mehr als Teilobjekt geführt. Das eigentliche Baudenkmal ist weiterhin denkmalgeschützt. | 094 36161 003      | Teilobjekt eines Baudenkmals |      |

### Rackith
| Lage                    | Bezeichnung        | Beschreibung | Erfassungs- nummer | Ausweisungsart | Bild |
| ----------------------- | ------------------ | --- | ------------------ | -------------- | ---- |
| Rackither Dorfstraße 21 | Bauernhaus         | Barockes Bauernhaus in Fachwerkbauweise aus der Zeit um 1700, durch fortgeschrittenen Verfall ging die Denkmaleigenschaft verloren. Im Jahr 2017 erfolgte die Austragung aus dem Denkmalverzeichnis. | 094 36116          | Baudenkmal     |      |
| Rackither Dorfstraße 69 | Wirtschaftsgebäude | | 094 36126          | Baudenkmal     |      |

### Radis
| Lage                     | Bezeichnung | Beschreibung                                      | Erfassungs- nummer | Ausweisungsart | Bild |
| ------------------------ | ----------- | ------------------------------------------------- | ------------------ | -------------- | ---- |
| Bahnhofstraße 12 (Karte) | Bauernhaus  | Fachwerkbau mit Krüppelwalmdach, Ende des 17. Jh. | 094 41058          | Baudenkmal     | BW   |

### Selbitz
| Lage        | Bezeichnung      | Beschreibung | Erfassungs- nummer | Ausweisungsart | Bild |
| ----------- | ---------------- | ------------ | ------------------ | -------------- | ---- |
| am Elbdeich | Deichwächterhaus |              | 094 50503          | Baudenkmal     |      |

### Uthausen
| Lage                | Bezeichnung | Beschreibung | Erfassungs- nummer | Ausweisungsart | Bild |
| ------------------- | ----------- | ------------ | ------------------ | -------------- | ---- |
| Uthausener Straße 6 | Schule      |              | 094 50513          | Baudenkmal     |      |

### Wartenburg
| Lage                                 | Bezeichnung | Beschreibung | Erfassungs- nummer | Ausweisungsart | Bild       |
| ------------------------------------ | ----------- | --- | ------------------ | -------------- | ---------- |
| Am Sand 9 (Karte)                    | Bauernhaus  | Bauernhaus Verlust der Denkmaleigenschaft durch Baumaßnahmen, 2023 aus dem Denkmalverzeichnis gestrichen.                                        | 094 35848          | Baudenkmal     | BW         |
| Am Sand 10 (Karte)                   | Bauernhaus  | Bauernhaus Wirtschaftsgebäude und Altenteil in Backsteinbauweise von 1885. Nach Abbruch dann im Jahr 2023 aus dem Denkmalverzeichnis gestrichen. | 094 35849          | Baudenkmal     | BW         |
| Holländer Winkel zwischen 11a und 13 | Schäferei   | Schäferei | 094 35823          | Baudenkmal     |            |
| Holländer Winkel 5                   | Hirtenhaus  | Hirtenhaus | 094 35826          | Baudenkmal     |            |
| Zur Elbe 3 (Karte)                   | Bauernhaus  | Bauernhaus 1870 erneuerter Fachwerkbau, 2023 wurde das Bauernhaus, nachdem es nicht mehr vorhanden war, aus dem Denkmalverzeichnis gestrichen.   | 094 35839          | Baudenkmal     | Bauernhaus |

## Legende
In den Spalten befinden sich folgende Informationen:
- Lage: Nennt den Straßennamen und wenn vorhanden die Hausnummer des Kulturdenkmals. Die Grundsortierung der Liste erfolgt nach dieser Adresse. Der Link „Karte“ führt zu verschiedenen Kartendarstellungen und nennt die geographischen Koordinaten.
Link zu einem Kartenansichtstool, um Koordinaten zu setzen. In der Kartenansicht sind Baudenkmale ohne Koordinaten mit einem roten bzw. orangen Marker dargestellt und können in der Karte gesetzt werden. Baudenkmale ohne Bild sind mit einem blauen bzw. roten Marker gekennzeichnet, Baudenkmale mit Bild mit einem grünen bzw. orangen Marker.
- Offizielle Bezeichnung: Nennt den Namen, die Bezeichnung oder zumindest die Art des Kulturdenkmals und verlinkt, soweit vorhanden, auf den Artikel zum Objekt.
- Beschreibung: Nennt bauliche und geschichtliche Einzelheiten des Kulturdenkmals, vorzugsweise die Denkmaleigenschaften.
- Erfassungsnummer: Für jedes Kulturdenkmal wird in Sachsen-Anhalt eine 20stellige Erfassungsnummer vergeben. Die letzten zwölf Ziffern werden für die Untergliederung nach Teilobjekten genutzt und werden nur angegeben, soweit vergeben. In dieser Spalte kann sich folgendes Icon  befinden, dies führt zu Angaben zu diesem Baudenkmal bei Wikidata.
- Ausweisungsart: Die Einordnung des Denkmales nach § 2 Abs. 2 DenkmSchG LSA
- Bild: Ein Bild des Denkmales, und gegebenenfalls einen Link zu weiteren Fotos des Kulturdenkmals im Medienarchiv Wikimedia Commons. Wenn man auf das Kamerasymbol klickt, können Fotos zu Kulturdenkmalen aus dieser Liste hochgeladen werden: